# 비사야얼룩사슴
비사야얼룩사슴 또는 필리핀얼룩사슴(Cervus alfredi)은 멸종위기종의 하나로 야행성 사슴이다. 루사사슴속(Rusa)으로 분류하기도 한다. 주로 파나이섬의 비사야 제도와 네그로스섬의 우림에서 서식하며, 한때는 세부주, 기마라스주, 레이테섬, 마스바테주 그리고 사마르주와 같은 지역의 섬에서도 발견되기도 했다. 필리핀에 서식하는 3종의 사슴 중의 하나지만 1983년 이전까지는 별도의 종으로 인정받지는 못했다. IUCN에 의하면 1996년에 전세계적으로 약 2500여 마리가 서식하는 것으로 추산되지만, 야생에서 얼마나 많은 개체가 살아있는 지 확실치 않다. 비사야사슴의 먹이는 서식지 숲에서 얻을 수 있는 여러 종류의 풀과 나뭇잎, 새싹 등 다양하게 이루어져 있다. 1991년 이후 분포 지역은 현저하게 감소하고 있으며, 현재 비사야워티피그의 서식지와 거의 일치한다.

## 같이 보기
- 필리핀사슴
- 칼라미아사슴